# Дивизион «Северо-Запад»
Дивизион «Северо-Запад» — один из дивизионов Первенства МХЛ.
Образован перед началом второго сезона как один из четырёх дивизионов с целью разделения команд по географическому принципу. В состав дивизиона вошли восемь клубов: «Алмаз» (Череповец), «Локо» (Ярославль), «Минские Зубры» (Минск), «Рига» (Рига), «Серебряные Львы» (Санкт-Петербург), «СКА-1946» (Санкт-Петербург), «Химик» (Воскресенск) и «Юность» (Минск). Победителем дивизиона стал клуб из Воскресенска; кроме него в плей-офф МХЛ вышли ХК «Рига», «Локо» и «Алмаз».
В сезоне 2011/2012 состав дивизиона претерпел изменения: ярославский «Локо» отправился в дивизион «Поволжье», а освободившее место занял клуб «Татранские Волки» — молодёжная команда новичка Континентальной хоккейной лиги ХК «Лев». Кроме того, команда «Минские Зубры» переехала из Минска в Бобруйск и сменила название на «Динамо-Шинник».
Начиная с сезона 2012/13 является одним из дивизионов Первенства МХЛ.

## Состав дивизиона в текущем сезоне (2011/2012)
- «Алмаз» Череповец
- «Динамо-Шинник» Бобруйск
- ХК «Рига» Рига
- «Серебряные Львы» Санкт-Петербург
- «СКА-1946» Санкт-Петербург
- «Татранские Волки» Спишска Нова Вес
- «Химик» Воскресенск
- «Юность» Минск